# Paul Kielholz
Paul Kielholz (* 15. November 1916 in Brugg; † 25. Mai 1990) war ein Schweizer Psychiater.
Der Sohn von Arthur Kielholz, Direktor der Psychiatrischen Klinik Königsfelden, studierte Medizin und promovierte 1943 an der Universität Zürich. 1947 begann er die Ausbildung zum Psychiater an der Psychiatrischen Universitätsklinik in Basel. Er wurde 1951 zum Oberarzt ernannt und 1955 für Psychiatrie habilitiert. Von 1959 bis 1985 war er ordentlicher Professor für Psychiatrie an der Universität Basel und Direktor der Psychiatrischen Universitätsklinik. 1966/67 war er Dekan der Medizinischen Fakultät, 1983/84 Rektor der Universität.

## Schriften (Auswahl)
- Klinik, Differentialdiagnostik und Therapie der depressiven Zustandsbilder. Geigy, Basel 1959.
- Diagnose und Therapie der Depressionen für den Praktiker. Lehmann, München 1965.
- (mit Dieter Ladewig) Die Drogenabhängigkeit des modernen Menschen. Lehmann, München 1972, ISBN 3-469-00366-1.
- (mit Walter Pöldinger, Carlo Adams) Die larvierte Depression: Ein didaktisches Konzept zur Diagnose und Therapie somatisierter Depressionen. Deutscher Ärzte-Verlag, Köln-Lövenich 1981, ISBN 3-7691-2312-3.